# Léa Bello
Léa Bello   (Arle, 15 de març de 1987), és videògrafa, periodista, doctora en geofísica i divulgadora científica francesa. Va presentar la websèrie Zeste de science i va participar en altres programes de mediació científica.

## Biografia
Léa Bello es va incorporar a l'École Normale Supérieure de Lyon i és doctora en geofísica. El gener de 2015, va defensar la seva tesi en Ciències de la Terra, titulada «Predicció d'estructures convectives terrestres», abans de seguir una formació en comunicació científica a l'Institut dels mitjans de comunicació de Grenoble. Té un màster en comunicació científica.
A finals de 2017, el CNRS va posar en marxa el canal de divulgació científica de YouTube Zeste de science, conduït per Léa Bello on, a «un to poc convencional, presenta una investigació en curs o un descobriment recent». El 2019, es va associar amb Sébastien Carassou per al festival internacional de cinema científic i el seu guió sobre paleoclimatologia va rebre el premi Science & Vie TV - La Science «en short», la ciència en pantalons curts.
Després es va unir a l'equip del canal de YouTube Le Vortex, llançat el març 2019 i que també tracta de la divulgació de la ciència; hi publica amb Manon Bril un vídeo sobre estereotips masclistes i electrodomèstics. Léa Bello participa en altres canals científics, com Avids de recherche, on fa una anàlisi de Netflix, i Mental Walk, sobre la vida submarina